# Hypocopra parvula
Hypocopra parvula är en svampart som beskrevs av Griffiths 1901. Hypocopra parvula ingår i släktet Hypocopra och familjen kolkärnsvampar.   Inga underarter finns listade i Catalogue of Life.